# Міколаюв (Томашовський повіт)
Міколаюв (пол. Mikołajów) — село в Польщі, у гміні Рокіцини Томашовського повіту Лодзинського воєводства.
Населення — 200 осіб (2011).
У 1975-1998 роках село належало до Пйотрковського воєводства.

## Демографія
Демографічна структура станом на 31 березня 2011 року:
|          | Загалом | Допрацездатний вік | Працездатний вік | Постпрацездатний вік |
| -------- | ------- | ------------------ | ---------------- | -------------------- |
| Чоловіки | 105     | 24                 | 67               | 14                   |
| Жінки    | 95      | 13                 | 54               | 28                   |
| Разом    | 200     | 37                 | 121              | 42                   |